# Grand Prix automobile d'Abou Dabi 2020
GP précédent GP suivant
Le Grand Prix automobile d'Abou Dabi 2020 (Formula 1 Etihad Airways Abu Dhabi Grand Prix 2020) disputé le 13 décembre 2020 sur le Circuit Yas Marina, est la 1035e épreuve du championnat du monde de Formule 1 courue depuis 1950. Il s'agit de la 11e édition du Grand Prix d'Abou Dabi comptant pour le championnat du monde de Formule 1 et la dix-septième et dernière manche du championnat 2020. 
La course d'Abou Dabi clôt la saison comme c'est la tradition depuis 2014, à la différence qu'il devait s'agir de la vingt-deuxième manche du championnat 2020. Le calendrier étant longtemps resté suspendu à la pandémie de Covid-19 cette course, à huis clos, est repoussée, pour un exercice qui comporte finalement dix-sept épreuves. Lewis Hamilton, absent de la course précédente après avoir été testé positif au Covid-19, est de retour à bord de sa W11 pour cette ultime épreuve d'une saison qu'il a entièrement dominée. 
Pour la première fois de la saison, Max Verstappen, souvent troisième derrière les Flèches d'Argent au départ en 2020, obtient la pole position (la troisième de sa carrière, sa précédente datant du Grand Prix du Brésil 2019) et empêche ainsi une monoplace motorisée par Mercedes de partir en tête. Tout se joue lors des deuxièmes tentatives en Q3 où Valtteri Bottas se montre plus rapide que Lewis Hamilton lorsque le Néerlandais les coiffe au poteau, respectivement de 25 et 86 millièmes de seconde. Hamilton part en deuxième ligne, aux côtés de Lando Norris, en verve au volant de sa McLaren. Son coéquipier Carlos Sainz, sixième, est en troisième ligne derrière Alexander Albon. Daniil Kvyat, à nouveau plus rapide que Pierre Gasly, est en quatrième ligne avec Lance Stroll. Charles Leclerc, auteur du neuvième temps, étant pénalisé d'un recul de trois places, Gasly et Esteban Ocon, éliminé en Q2, s'élancent de la cinquième ligne.
Max Verstappen remporte son deuxième succès de l'année, après le Grand Prix du 70e anniversaire, et le dixième de sa carrière. Auteur d'un envol parfait, il se met directement hors de portée de ses rivaux, passant l'ensemble des cinquante-cinq tours en tête. Il bénéficie même, pour son seul changement de pneus d'un « arrêt gratuit » comme tous les pilotes qui le suivent après que Sergio Pérez tombe en panne au bord du circuit au bout de neuf boucles, provoquant le déclenchement de la voiture de sécurité virtuelle puis la sortie de la voiture de sécurité pour permettre à la dépanneuse de dégager la monoplace. L'abandon du Mexicain ne l'empêche pas de se classer quatrième du championnat du monde, Valtteri Bottas, deuxième derrière Verstappen, conservant son rang de vice-champion. Lewis Hamilton termine à la même place qu'au départ et pour porte son record à 165 podiums. Dans une course avare en action comme souvent à Yas Marina, le seul dépassement pour les gros points a lieu au sixième tour quand Alexander Albon dépasse, en deux temps, Lando Norris pour le gain de la quatrième place ; le Thaïlandais se classe quatrième devant le jeune britannique. Quand son coéquipier Carlos Sainz passe la ligne d'arrivée au sixième rang, le stand McLaren explose de joie car ce résultat permet à l'écurie de monter sur le podium du championnat des constructeurs, derrière Mercedes et Red Bull. 
Les Renault terminent dans les points ; pour sa dernière course avec l'équipe française, Daniel Ricciardo prend la septième place et s'adjuge le point bonus du meilleur tour, réalisé dans la dernière boucle. Huitième depuis le trente-et-unième tour, Pierre Gasly termine devant Esteban Ocon, qui dépasse Lance Stroll dans le dernier tour. Une bien mauvaise saison s'achève pour la Scuderia Ferrari, ses deux pilotes terminant hors des points ; l'équipe italienne se classe sixième du championnat constructeurs, son pire classement en quarante ans. 
Bien qu'il ait fini la « la plus difficile saison de sa carrière », affaibli après avoir contracté la Covid-19, Lewis Hamilton a régné sur l'exercice raccourci à dix-sept épreuves aidé par une W11 performante sur toutes les pistes. Il remporte son septième titre de champion du monde avec 347 points. Valtteri Bottas, auteur de deux victoires, termine deuxième, comme en 2019, avec 223 points, juste devant Max Verstappen, troisième avec 214 points. Vainqueur à Sakhir, Sergio Pérez est quatrième (125 points) alors qu'une saison solide permet à Daniel Ricciardo de prendre la cinquième place du classement (114 points). Carlos Sainz devance Alexander Albon, à égalité de points (105 chacun). Charles Leclerc (98 points), Lando Norris (97 points), Pierre Gasly (75 points) et Lance Stroll (75 points également) complètent le top 10 du championnat du monde. Chez les constructeurs, Mercedes remporte son septième championnat consécutif avec 573 points, devançant Red Bull (319 points) et McLaren émerge à la dernière course, remportant la bataille pour la troisième place (202 points) face à Racing Point (195 points) et Renault (181 points). Ferrari achève la saison au sixième rang (131 points) devant AlphaTauri (107 points). Alfa Romeo (8 points) et Haas (3 points) connaissent un meilleur destin que Williams qui n'a marqué aucun point.

## Pneus disponibles
| Pneus pour piste sèche | Pneus pour piste sèche | Pneus pour piste sèche | Pneus pluie    | Pneus pluie |
| ---------------------- | ---------------------- | ---------------------- | -------------- | ----------- |
| Durs (Type C3)         | Médiums (Type C4)      | Tendres (Type C5)      | Intermédiaires | Pluie       |

## Essais libres

### Première séance, le vendredi de 10 h à 11 h 30
| Pos. | Pilote          | Voiture                   | Chrono         | Écart     |
| ---- | --------------- | ------------------------- | -------------- | --------- |
| 1    | Max Verstappen  | Red Bull-Honda            | 1 min 37 s 378 |           |
| 2    | Valtteri Bottas | Mercedes                  | 1 min 37 s 412 | + 0 s 034 |
| 3    | Esteban Ocon    | Renault                   | 1 min 38 s 515 | + 1 s 137 |
| 4    | Alexander Albon | Red Bull-Honda            | 1 min 38 s 547 | + 1 s 169 |
| 5    | Lewis Hamilton  | Mercedes                  | 1 min 38 s 744 | + 1 s 366 |
| 6    | Lance Stroll    | Racing Point-BWT Mercedes | 1 min 38 s 831 | + 1 s 453 |

- Pietro Fittipaldi, pilote de réserve de Haas F1 Team, remplace Romain Grosjean pour l'ensemble du weekend[4].
- Mick Schumacher, pilote de réserve de Haas F1 Team, remplace Kevin Magnussen lors de la première session d'essais libres[5].
- Robert Kubica, pilote-essayeur chez Alfa Romeo, remplace Antonio Giovinazzi lors de cette séance d'essais[6].

### Deuxième séance, le vendredi de 14 h à 15 h 30
| Pos. | Pilote          | Voiture         | Chrono         | Écart     |
| ---- | --------------- | --------------- | -------------- | --------- |
| 1    | Valtteri Bottas | Mercedes        | 1 min 36 s 276 |           |
| 2    | Lewis Hamilton  | Mercedes        | 1 min 36 s 479 | + 0 s 203 |
| 3    | Max Verstappen  | Red Bull-Honda  | 1 min 37 s 046 | + 0 s 770 |
| 4    | Alexander Albon | Red Bull-Honda  | 1 min 37 s 263 | + 0 s 987 |
| 5    | Lando Norris    | McLaren-Renault | 1 min 37 s 438 | + 1 s 162 |
| 6    | Esteban Ocon    | Renault         | 1 min 37 s 505 | + 1 s 229 |

### Troisième séance, le samedi de 11 h à 12 h
| Pos. | Pilote           | Voiture         | Chrono         | Écart     |
| ---- | ---------------- | --------------- | -------------- | --------- |
| 1    | Max Verstappen   | Red Bull-Honda  | 1 min 36 s 251 |           |
| 2    | Alexander Albon  | Red Bull-Honda  | 1 min 36 s 752 | + 0 s 501 |
| 3    | Daniel Ricciardo | Renault         | 1 min 36 s 877 | + 0 s 626 |
| 4    | Esteban Ocon     | Renault         | 1 min 36 s 899 | + 0 s 648 |
| 5    | Lando Norris     | McLaren-Renault | 1 min 36 s 994 | + 0 s 743 |
| 6    | Lewis Hamilton   | Mercedes        | 1 min 37 s 012 | + 0 s 761 |

## Séance de qualifications

### Résultats des qualifications
| Pos.                                                                                      | Pilote             | Écurie                    | Qualifications 1 | Qualifications 2 | Qualifications 3 |
| ----------------------------------------------------------------------------------------- | ------------------ | ------------------------- | ---------------- | ---------------- | ---------------- |
| 1                                                                                         | Max Verstappen     | Red Bull-Honda            | 1 min 35 s 993   | 1 min 35 s 641   | 1 min 35 s 246   |
| 2                                                                                         | Valtteri Bottas    | Mercedes                  | 1 min 35 s 669   | 1 min 35 s 527   | 1 min 35 s 271   |
| 3                                                                                         | Lewis Hamilton     | Mercedes                  | 1 min 35 s 528   | 1 min 35 s 446   | 1 min 35 s 332   |
| 4                                                                                         | Lando Norris       | McLaren-Renault           | 1 min 36 s 016   | 1 min 35 s 849   | 1 min 35 s 497   |
| 5                                                                                         | Alexander Albon    | Red Bull-Honda            | 1 min 36 s 106   | 1 min 35 s 654   | 1 min 35 s 571   |
| 6                                                                                         | Carlos Sainz Jr.   | McLaren-Renault           | 1 min 36 s 517   | 1 min 36 s 192   | 1 min 35 s 815   |
| 7                                                                                         | Daniil Kvyat       | AlphaTauri-Honda          | 1 min 36 s 459   | 1 min 36 s 214   | 1 min 35 s 963   |
| 8                                                                                         | Lance Stroll       | Racing Point-BWT Mercedes | 1 min 36 s 502   | 1 min 36 s 143   | 1 min 36 s 046   |
| 9                                                                                         | Charles Leclerc    | Ferrari                   | 1 min 35 s 881   | 1 min 35 s 932   | 1 min 36 s 065   |
| 10                                                                                        | Pierre Gasly       | AlphaTauri-Honda          | 1 min 36 s 545   | 1 min 36 s 282   | 1 min 36 s 242   |
| 11                                                                                        | Esteban Ocon       | Renault                   | 1 min 36 s 783   | 1 min 36 s 359   |                  |
| 12                                                                                        | Daniel Ricciardo   | Renault                   | 1 min 36 s 704   | 1 min 36 s 406   |                  |
| 13                                                                                        | Sebastian Vettel   | Ferrari                   | 1 min 36 s 655   | 1 min 36 s 631   |                  |
| 14                                                                                        | Antonio Giovinazzi | Alfa Romeo-Ferrari        | 1 min 37 s 075   | 1 min 38 s 248   |                  |
| 15                                                                                        | Sergio Pérez       | Racing Point-BWT Mercedes | 1 min 36 s 034   | Pas de temps     |                  |
| 16                                                                                        | Kimi Räikkönen     | Alfa Romeo-Ferrari        | 1 min 37 s 555   |                  |                  |
| 17                                                                                        | Kevin Magnussen    | Haas-Ferrari              | 1 min 37 s 863   |                  |                  |
| 18                                                                                        | George Russell     | Williams-Mercedes         | 1 min 38 s 045   |                  |                  |
| 19                                                                                        | Pietro Fittipaldi  | Haas-Ferrari              | 1 min 38 s 173   |                  |                  |
| 20                                                                                        | Nicholas Latifi    | Williams-Mercedes         | 1 min 38 s 443   |                  |                  |
| Temps minimal à réaliser pour la qualification : 1 min 42 s 215 (107 % de 1 min 35 s 528) |                    |                           |                  |                  |                  |

### Grille de départ
- Charles Leclerc, responsable d'une collision lors du Grand Prix précèdent est pénalisé d'un recul de trois places sur la grille ; auteur du neuvième temps, il s'élance de la douzième place[10].
- Sergio Pérez, auteur du quinzième temps des qualifications, est pénalisé pour le changement de plusieurs éléments de son moteur (turbocompresseur, unité de contrôle électronique et MGU-K), il s'élance de la dix-neuvième place[11].
- Kevin Magnussen, auteur du dix-septième temps des qualifications, est pénalisé pour le changement de plusieurs éléments de son moteur (pack batterie et unité de contrôle électronique), il s'élance de la vingtième et dernière place[11].

## Course

### Classement de la course
| Pos. | no | Pilote             | Écurie                    | Tours | Temps/Abandon                      | Grille | Points |
| ---- | -- | ------------------ | ------------------------- | ----- | ---------------------------------- | ------ | ------ |
| 1    | 33 | Max Verstappen     | Red Bull-Honda            | 55    | 1 h 36 min 28 s 645 (189,902 km/h) | 1      | 25     |
| 2    | 77 | Valtteri Bottas    | Mercedes                  | 55    | + 15 s 976                         | 2      | 18     |
| 3    | 44 | Lewis Hamilton     | Mercedes                  | 55    | + 18 s 415                         | 3      | 15     |
| 4    | 23 | Alexander Albon    | Red Bull-Honda            | 55    | + 19 s 987                         | 5      | 12     |
| 5    | 4  | Lando Norris       | McLaren-Renault           | 55    | + 1 min 0 s 729                    | 4      | 10     |
| 6    | 55 | Carlos Sainz Jr.   | McLaren-Renault           | 55    | + 1 min 5 s 662                    | 6      | 8      |
| 7    | 3  | Daniel Ricciardo   | Renault                   | 55    | + 1 min 13 s 748                   | 11     | 6 + 1  |
| 8    | 10 | Pierre Gasly       | AlphaTauri-Honda          | 55    | + 1 min 29 s 718                   | 9      | 4      |
| 9    | 31 | Esteban Ocon       | Renault                   | 55    | + 1 min 41 s 069                   | 10     | 2      |
| 10   | 18 | Lance Stroll       | Racing Point-BWT Mercedes | 55    | + 1 min 42 s 738                   | 8      | 1      |
| 11   | 26 | Daniil Kvyat       | AlphaTauri-Honda          | 54    | + 1 tour                           | 7      |        |
| 12   | 7  | Kimi Räikkönen     | Alfa Romeo-Ferrari        | 54    | + 1 tour                           | 15     |        |
| 13   | 16 | Charles Leclerc    | Ferrari                   | 54    | + 1 tour                           | 12     |        |
| 14   | 5  | Sebastian Vettel   | Ferrari                   | 54    | + 1 tour                           | 13     |        |
| 15   | 63 | George Russell     | Williams-Mercedes         | 54    | + 1 tour                           | 16     |        |
| 16   | 99 | Antonio Giovinazzi | Alfa Romeo-Ferrari        | 54    | + 1 tour                           | 14     |        |
| 17   | 6  | Nicholas Latifi    | Williams-Mercedes         | 54    | + 1 tour                           | 18     |        |
| 18   | 20 | Kevin Magnussen    | Haas-Ferrari              | 54    | + 1 tour                           | 20     |        |
| 19   | 51 | Pietro Fittipaldi  | Haas-Ferrari              | 53    | + 2 tours                          | 17     |        |
| Abd. | 11 | Sergio Pérez       | Racing Point-BWT Mercedes | 8     | Moteur                             | 19     |        |

### Pole position et record du tour
- Pole position :  Max Verstappen (Red Bull-Honda) en 1 min 35 s 246 (209,924 km/h)[13].
- Meilleur tour en course :  Daniel Ricciardo (Renault) en 1 min 40 s 926 (198,109 km/h) au cinquante-cinquième tour ; septième de la course, il remporte le point bonus associé au meilleur tour en course[14].

### Tours en tête
- Max Verstappen (Red Bull-Honda) : 55 tours (1-55)[15]

## Classements généraux à l'issue de la course
| Pos.     | Pilote             | Écurie                    | Points |
| -------- | ------------------ | ------------------------- | ------ |
| Champion | Lewis Hamilton     | Mercedes                  | 347    |
| 2        | Valtteri Bottas    | Mercedes                  | 223    |
| 3        | Max Verstappen     | Red Bull-Honda            | 214    |
| 4        | Sergio Pérez       | Racing Point-BWT Mercedes | 125    |
| 5        | Daniel Ricciardo   | Renault                   | 119    |
| 6        | Carlos Sainz Jr.   | McLaren-Renault           | 105    |
| 7        | Alexander Albon    | Red Bull-Honda            | 105    |
| 8        | Charles Leclerc    | Ferrari                   | 98     |
| 9        | Lando Norris       | McLaren-Renault           | 97     |
| 10       | Pierre Gasly       | AlphaTauri-Honda          | 75     |
| 11       | Lance Stroll       | Racing Point-BWT Mercedes | 75     |
| 12       | Esteban Ocon       | Renault                   | 62     |
| 13       | Sebastian Vettel   | Ferrari                   | 33     |
| 14       | Daniil Kvyat       | AlphaTauri-Honda          | 32     |
| 15       | Nico Hülkenberg    | Racing Point-BWT Mercedes | 10     |
| 16       | Kimi Räikkönen     | Alfa Romeo-Ferrari        | 4      |
| 17       | Antonio Giovinazzi | Alfa Romeo-Ferrari        | 4      |
| 18       | George Russell     | Williams-Mercedes         | 3      |
| 19       | Romain Grosjean    | Haas-Ferrari              | 2      |
| 20       | Kevin Magnussen    | Haas-Ferrari              | 1      |

| Pos.     | Écurie                    | Points |
| -------- | ------------------------- | ------ |
| Champion | Mercedes                  | 573    |
| 2        | Red Bull-Honda            | 319    |
| 3        | McLaren-Renault           | 202    |
| 4        | Racing Point-BWT Mercedes | 195.   |
| 5        | Renault                   | 181    |
| 6        | Ferrari                   | 131    |
| 7        | AlphaTauri-Honda          | 107    |
| 8        | Alfa Romeo-Ferrari        | 8      |
| 9        | Haas-Ferrari              | 3      |

## Statistiques
Le Grand Prix d'Abou Dabi 2020 représente :
- la 3e pole position de Max Verstappen, sa seule de la saison[18] ;
- la 10e victoire de Max Verstappen, sa seconde de la saison[19] ;
- le 2e Grand Prix mené de bout en bout de Max Verstappen[20] ;
- la 64e victoire de Red Bull Racing[21] ;
- la 78e victoire de Honda en tant que motoriste[22] ;
- le 100e Grand Prix de Haas F1 Team[5].

Au cours de ce Grand Prix :
- Valtteri Bottas passe la barre des 1 500 points inscrits en Formule 1 (1 512 points)[23] ;
- Max Verstappen est élu « Pilote du jour » à l'issue d'un vote organisé sur le site officiel de la Formule 1[24] ;
- Pour la première fois de la saison, aucune Mercedes n'a mené un tour en course[25] ;
- Pour la première fois depuis 1980, Ferrari se classe au-delà de la cinquième place du championnat du monde des constructeurs ; l'équipe n'avait plus terminé à une sixième place depuis 1973[26],[27] ;
- Pour la première fois depuis 1992, Ferrari n'a mené aucune course de la saison[26],[27] ;
- Williams termine pour la première fois de son histoire une saison intégrale sans inscrire le moindre point, ce n’était plus arrivée pour une écurie autrefois championne du monde des constructeurs depuis Tyrrell en 1998[28] ;
- Mika Salo (110 Grands Prix disputés entre 1994 et 2002, deux podiums et 33 points inscrits, vainqueur de la catégorie GT2 des 24 Heures du Mans en 2008 et 2009, du championnat American Le Mans Series en 2007 et des 12 Heures de Bathurst en 2014) est nommé assistant des commissaires de course pour ce Grand Prix[29].